# Harald Jacobsen
Harald Jacobsen (* 1960 in Langenhorn) ist ein deutscher Autor. Er ist seit 2003 als freier Autor tätig und schreibt für verschiedene Verlage.
Im Verlag Bastei-Lübbe erschienen einige Jerry-Cotton-Romane, er hat zur Chicago-Reihe beigetragen und es wurden zwei Western im Rahmen der Western Legenden veröffentlicht. Im VSS-Verlag hat er an der Shogun-Reihe mitwirkt, in der sein erster Roman im Juli 2007 erschien. Auch in der im Herbst 2007 gestarteten Artefakte-Reihe wirkt Jacobsen mit. Im MGVerlages schrieb er als Mitglied des Autorenteams der neuen Military SF Reihe „Dan Horn“ mit.
Mit der Idee einer eigenen Action-Reihe konnte der Autor den Verlag Peter Hopf gewinnen. Hier realisiert Jacobsen unter seinem Pseudonym Ben Ryker die Reihe CTO (Counter Terror Operations). Sie erzählt die Abenteuer des Agenten Chester McKay.
Jacobsen lebt mit seiner Frau in Schleswig-Holstein.

## Werke

### Esther Helmholtz und Frank Reuter Bücher
- 2008: Das Geheimarchiv, vph Verlag, August 2008, ISBN 978-3937544076
- 2010: Offene Rechnungen, vph Verlag, Januar 2010, ISBN 978-3937544137
- 2010: Fehlende Erinnerungen, vph Verlag, Mai 2010, ISBN 978-3937544144

### Kommissar Frank Reuter und Detektiv Henrik Bargen Bücher
- 2018: Fördekartell, Gmeiner-Verlag, ISBN 978-3839223116
- 2019: Fördelüge, Gmeiner-Verlag, ISBN 978-3839223871
- 2019: Kuttertod, Gmeiner-Verlag, ISBN 978-3839224922

### SOKO Kieler Woche / Frank Reuter Romane
- 2013: Mordsregatta, Gmeiner-Verlag, ISBN 978-3839213889
- 2014: Kielbruch, Gmeiner-Verlag, ISBN 978-3839215982

### Tommy Gun / Privatdetektiv Russ McGowan Romane
- 2011: Leiche an Bord
- 2011:	Todesfalle Route 66
- 2011:	10.000 Dollar Baby
- 2012:	Familienbande
- 2012:	Höllisches Halloween
- 2012:	Der Leichenschacht
- 2012:	Abgetaucht
- 2012:	Indianerfluch
- 2013:	Ausweglos
- 2013: Der Raubtunnel
- 2014: Der Todeskandidat
- 2016: Der Schlangenmann
- 2022: Selbstmord oder Knast
- 2022: Massenmord am Highway
- 2022: Zootiere als Terrorwaffen